# Hovhannes Bachkov
Hovhannes Bachkov –en armenio, Հովհաննես Բաչկով– (Guiumri, 2 de diciembre de 1992) es un deportista armenio que compite en boxeo.
Participó en dos Juegos Olímpicos de Verano, en los años 2016 y 2020, obteniendo una medalla de bronce en Tokio 2020, en el peso ligero. En los Juegos Europeos de Minsk 2019 obtuvo una medalla de oro en la categoría de 64 kg.
Ganó cuatro medallas de bronce en el Campeonato Mundial de Boxeo Aficionado entre los años 2017 y 2023, y dos medallas de oro en el Campeonato Europeo de Boxeo Aficionado, en los años 2017 y 2022.

## Palmarés internacional
| Juegos Olímpicos   | Juegos Olímpicos      | Juegos Olímpicos  | Juegos Olímpicos |
| Año                | Lugar                 | Medalla           | Categoría        |
| ------------------ | --------------------- | ----------------- | ---------------- |
| 2020               | Tokio (Japón)         | Medalla de bronce | 63 kg            |
| Campeonato Mundial |                       |                   |                  |
| Año                | Lugar                 | Medalla           | Categoría        |
| 2017               | Hamburgo (Alemania)   | Medalla de bronce | 64 kg            |
| 2019               | Ekaterimburgo (Rusia) | Medalla de bronce | 63 kg            |
| 2021               | Belgrado (Serbia)     | Medalla de bronce | 63,5 kg          |
| 2023               | Taskent (Uzbekistán)  | Medalla de bronce | 63,5 kg          |
| Juegos Europeos    |                       |                   |                  |
| Año                | Lugar                 | Medalla           | Categoría        |
| 2019               | Minsk (Bielorrusia)   | Medalla de oro    | 64 kg            |
| Campeonato Europeo |                       |                   |                  |
| Año                | Lugar                 | Medalla           | Categoría        |
| 2017               | Járkov (Ucrania)      | Medalla de oro    | 64 kg            |
| 2022               | Ereván (Armenia)      | Medalla de oro    | 63,5 kg          |